# Lista över färjeleder mellan Sverige och andra länder
Detta är en lista över färjeleder mellan Sverige och andra länder. Om en led omfattar fler än två hamnar listas bara de mellan vilka gränsen korsas. Om en led inte har varit i kontinuerlig drift visas varje period separat. Däremot görs inget avbrott vid operatörsbyte.
| Linje                                   | Ort i Sverige | Ort i annat land | Ort i annat land | I drift                               | I drift | Färjor |
| Linje                                   | Ort i Sverige | Ort              | Land             | Start                                 | Slut    | Färjor |
| --------------------------------------- | ------------- | ---------------- | ---------------- | ------------------------------------- | ------- | --- |
| Strömstad-Sandefjord                    | Strömstad     | Sandefjord       | Norge            |                                       |         | M/S Bohus, M/S Color Viking                                                                               |
| Göteborg-Frederikshavn                  | Göteborg      | Frederikshavn    | Danmark          | 1873 (persontrafik)                   |         | HSS Stena Carisma, M/S Stena Danica, M/S Stena Jutlandica, M/S Stena Scanrail                             |
| Göteborg-Kiel                           | Göteborg      | Kiel             | Tyskland         |                                       |         | M/S Stena Germanica, M/S Stena Scandinavica                                                               |
| Färjelinjen Varberg–Grenå               | Varberg       | Grenå            | Danmark          | 1960                                  | 2020    | Europafergen (1960-?), M/S Stena Nautica (?-2020)                                                         |
| Färjelinjen Halmstad–Grenå              | Halmstad      | Grenå            | Danmark          | 2020                                  |         | M/S Stena Nautica (2020-)                                                                                 |
| Halmstad–Århus                          | Halmstad      | Århus            | Danmark          | 1960                                  | 1966    | |
| Helsingborg-Helsingör                   | Helsingborg   | Helsingör        | Danmark          | medeltiden (persontrafik), 1892 (tåg) |         | Bland annat: M/S Aurora af Helsingborg, M/S Hamlet, M/S Mercandia IV, M/S Mercandia VIII, M/S Tycho Brahe |
| Helsingborg-Köpenhamn                   | Helsingborg   | Köpenhamn        | Danmark          | 1986                                  | 2000    | |
| Malmö–Köpenhamn                         | Malmö         | Köpenhamn        | Danmark          |                                       | 2000    | |
| Malmö-Travemünde                        | Malmö         | Travemünde       | Tyskland         |                                       |         | M/S Finneagle, M/S Finnpartner, M/S Finntrader                                                            |
| Trelleborg-Travemünde                   | Trelleborg    | Travemünde       | Tyskland         | 1962                                  |         | M/S Peter Pan, M/S Nils Holgersson, M/S Svealand (2001-2003)                                              |
| Trelleborg-Rostock                      | Trelleborg    | Rostock          | Tyskland         | 1992                                  |         | M/S Huckleberry Finn, M/S Mecklenburg-Vorpommern, M/S Skåne, M/S Tom Sawyer                               |
| Trelleborg-Sassnitz                     | Trelleborg    | Sassnitz         | Tyskland         | 1909 (tåg)                            | 2020    | M/S Sassnitz                                                                                              |
| Trelleborg-Świnoujście                  | Trelleborg    | Świnoujście      | Polen            | 1948                                  |         | M/S Galileusz, M/S Gryf, M/S Wolin                                                                        |
| Ystad-Sassnitz                          | Ystad         | Sassnitz         | Tyskland         | 2020                                  |         | |
| Ystad-Świnoujście                       | Ystad         | Świnoujście      | Polen            | 1964                                  | 1964    | M/S Jens Kofoed                                                                                           |
| Ystad-Świnoujście                       | Ystad         | Świnoujście      | Polen            | 1965                                  |         | M/S Polonia, M/S Scania, M/S Wawel                                                                        |
| Ystad-Rönne                             | Ystad         | Rönne            | Danmark          |                                       |         | M/S Hammerodde, HSC Leonora Christina, M/S Povl Anker, HSC Villum Clausen                                 |
| Karlshamn–Klaipeda                      | Karlshamn     | Klaipeda         | Litauen          | 2001                                  |         | Palanga, M/S Lisco Optima (2011-), M/S Liverpool Seaways (2011-2014)                                      |
| Karlshamn–Liepaja                       | Karlshamn     | Liepāja          | Lettland         | 1995                                  | 2005    | |
| Karlshamn–Ventspils                     | Karlshamn     | Ventspils        | Lettland         | 2005                                  | 2007    | |
| Karlskrona–Gdynia                       | Karlskrona    | Gdynia           | Polen            |                                       |         | M/S Stena Spirit (2011-), M/S Stena Vision (2010-), M/S Finnarrow (2007-2010), M/S Stena Baltica          |
| Nynäshamn–Gdansk                        | Nynäshamn     | Gdansk           | Polen            |                                       |         | M/S Baltavia, M/S Scandinavia                                                                             |
| Nynäshamn-Ventspils                     | Nynäshamn     | Ventspils        | Lettland         |                                       |         | M/S Scottish Viking                                                                                       |
| Stockholm-Riga                          | Stockholm     | Riga             | Lettland         |                                       |         | M/S Romantika, M/S Isabelle                                                                               |
| Stockholm-Sankt Petersburg (färjelinje) | Stockholm     | Sankt Petersburg | Ryssland         |                                       |         | M/S Princess Anastasia                                                                                    |
| Stockholm-Åbo (färjelinje)              | Stockholm     | Åbo              | Finland          |                                       |         | M/S Amorella, M/S Galaxy, M/S Viking Grace, M/S Sea Wind, M/S Baltic Princess                             |
| Stockholm-Mariehamn                     | Stockholm     | Mariehamn        | Finland          |                                       |         | M/S Birka, M/S Viking Cinderella                                                                          |
| Stockholm-Mariehamn-Tallinn             | Stockholm     | Mariehamn        | Finland          |                                       |         | M/S Baltic Queen, M/S Victoria I                                                                          |
| Stockholm–Mariehamn–Helsingfors         | Stockholm     | Mariehamn        | Finland          |                                       |         | M/S Gabriella, M/S Mariella, M/S Silja Serenade, M/S Silja Symphony                                       |
| Kapellskär-Paldiski                     | Kapellskär    | Paldiski         | Estland          | 1997                                  |         | M/S Lisco Patria, M/S Regal Star                                                                          |
| Kapellskär-Nådendal                     | Kapellskär    | Nådendal         | Finland          |                                       |         | M/S Finnclipper, M/S Finnfellow, M/S Finnsailor                                                           |
| Kapellskär-Åbo (Sommartrafik)           | Kapellskär    | Åbo              | Finland          |                                       |         | M/S Kapella                                                                                               |
| Kapellskär-Mariehamn                    | Kapellskär    | Mariehamn        | Finland          |                                       |         | M/S Rosella                                                                                               |
| Grisslehamn-Eckerö                      | Grisslehamn   | Eckerö           | Finland          | 1960                                  |         | M/S Eckerö                                                                                                |
| Gävle-Kaskö                             | Gävle         | Kaskö            | Finland          |                                       |         | |
| Umeå-Vasa                               | Umeå          | Vasa             | Finland          | 1948                                  | 2000    | |
| Umeå-Vasa                               | Umeå          | Vasa             | Finland          | 2005                                  |         | M/S RG 1 (2005-2013)                                                                                      |